# Isochromodes miniata
Isochromodes miniata är en fjärilsart som beskrevs av W. Warren 1904. Isochromodes miniata ingår i släktet Isochromodes och familjen mätare. Inga underarter finns listade i Catalogue of Life.